# Hiroyuki Kakudō
Hiroyuki Kakudō (角銅博之, Kakudō Hiroyuki) nasceu em 28 de setembro de 1959. Ele é um diretor de animes, sendo mais conhecido por dirigir as duas primeiras temporadas de Digimon e também a adaptação para anime do mangá Yu-Gi-Oh.

## Ligações Externas
- Hiroyuki Kakudō. no IMDb.
- Hiroyuki Kakudō  na enciclopédia do Anime News Network (em inglês)